# Broken Frame Tour
La gira Broken Frame Tour de la banda inglesa Depeche Mode comenzó el 4 de octubre de 1982 en Chippenham (Reino Unido), y terminó el 28 de mayo de 1983 en Schuttorf (Alemania). La gira presentó el segundo álbum de la banda, A Broken Frame, publicado en 1982.
En esta gira Depeche Mode actuó por primera vez en Irlanda y Dinamarca; además de hacer su debut en Asia actuando en Japón, Tailandia y Hong Kong.

## Créditos
El grupo se presentó durante toda la gira como un cuarteto.
David Gahan - vocalista.
Martin Gore - sintetizador y segunda voz.
Andrew Fletcher - sintetizador.
Alan Wilder - sintetizador y apoyo vocal.

## Temas interpretados
Los temas actuados durante los conciertos fueron todavía menos de veinte y desde luego con inclinación al álbum A Broken Frame, aunque ya para esa época incluyeron sólo canciones propias e intercambiando algunas, además de que Martin Gore compuso el instrumental Oberkorn (It's a Small Town) exclusivamente como intro para cada presentación, lo cual posteriormente se volvería una característica en varias giras de DM.

### Listado general de canciones
1. Intro instrumental de Oberkorn (It's a Small Town)
2. My Secret Garden
3. See You
4. Satellite
5. New Life
6. Boys Say Go!
7. Tora! Tora! Tora!
8. - Nothing to Fear
  - Big Muff
9. Leave in Silence
10. Shouldn't Have Done That
11. - Monument
  - Get the Balance Right!
12. The Meaning of Love
13. Just Can't Get Enough
14. A Photograph of You
15. The Sun & the Rainfall
16. Shout!
17. Photographic
18. Dreaming of Me

- Este listado refleja el orden consistente de los temas en cada concierto así como las interpretaciones opcionales, aunque llegó a haber variaciones.

Nota #1: "Nothing to Fear" y "Monument" fueron interpretadas desde el inicio de la gira hasta el concierto de Utrecht el 14 de diciembre de 1982. Desde el concierto de Fráncfort del Meno, el 7 de febrero de 1983 fueron sustituidas por "Big Muff" y "Get the Balance Right!" respectivamente.
Nota #2: "Dreaming of Me" se omitió en Estocolmo, Copenhague, Saarbrücken y Schüttorf.
Nota #3: "A Photograph of You" se omitió en el segundo concierto de Tokio, en Hong Kong y en Schüttorf.

### Estadísticas
- Temas del A Broken Frame (10)
- Temas del Speak & Spell (6)
- Temas no pertenecientes a algún álbum de estudio: (4)
- Canciones tocadas en la gira anterior See You Tour: 10
- Total de canciones Interpretadas: 20
- Canción debut no perteneciente al álbum soporte de la gira: "Get the Balance Right!"
- Todos los sencillos interpretados de un álbum, no perteneciente al de soporte de la gira: "Speak & Spell".

## Destinos de la gira
| Fecha                   | País                | Ciudad             | Lugar              |
| 4 de octubre de 1982    | Reino Unido         | Chippenham         | Golddiggers        |
| 6 de octubre de 1982    | Irlanda             | Dublín             | National Stadium   |
| 7 de octubre de 1982    | Irlanda             | Cork               | City Hall          |
| 8 de octubre de 1982    | Irlanda             | Galway             | Leisure Land       |
| 10 de octubre de 1982   | Reino Unido         | Southampton        | City Hall          |
| 11 de octubre de 1982   | Reino Unido         | Leicester          | De Montford Hall   |
| 12 de octubre de 1982   | Reino Unido         | Brighton           | The Dome           |
| 13 de octubre de 1982   | Reino Unido         | Westcliff          | Cliffs Pavilion    |
| 15 de octubre de 1982   | Reino Unido         | Bristol            | Colston Hall       |
| 16 de octubre de 1982   | Reino Unido         | Birmingham         | Odeon Theatre      |
| 17 de octubre de 1982   | Reino Unido         | Birmingham         | Odeon Theatre      |
| 19 de octubre de 1982   | Reino Unido         | Glasgow            | Tiffanys           |
| 20 de octubre de 1982   | Reino Unido         | Edimburgo          | Playhouse          |
| 21 de octubre de 1982   | Reino Unido         | Newcastle          | City Hall          |
| 22 de octubre de 1982   | Reino Unido         | Liverpool          | Empire Theatre     |
| 24 de octubre de 1982   | Reino Unido         | Londres            | Hammersmith Odeon  |
| 25 de octubre de 1982   | Reino Unido         | Londres            | Hammersmith Odeon  |
| 27 de octubre de 1982   | Reino Unido         | Mánchester         | Apollo             |
| 28 de octubre de 1982   | Reino Unido         | Sheffield          | City Hall          |
| 29 de octubre de 1982   | Reino Unido         | Saint Austell      | Cornwall Coliseum  |
| 25 de noviembre de 1982 | Suecia              | Estocolmo          | Draken             |
| 26 de noviembre de 1982 | Dinamarca           | Copenhague         | Saltlagret         |
| 28 de noviembre de 1982 | Alemania Occidental | Bochum             | Zeche              |
| 29 de noviembre de 1982 | Alemania Occidental | Colonia            | Stadthalle Mulheim |
| 30 de noviembre de 1982 | Alemania Occidental | Hamburgo           | Music-Halle        |
| 2 de diciembre de 1982  | Alemania Occidental | Hannover           | Ballroom Blitz     |
| 3 de diciembre de 1982  | Alemania Occidental | Berlín Oeste       | Metropol           |
| 4 de diciembre de 1982  | Alemania Occidental | Goslar             | Odeon              |
| 5 de diciembre de 1982  | Alemania Occidental | Múnich             | Alabama Halle      |
| 7 de diciembre de 1982  | Alemania Occidental | Stuttgart          | Oz                 |
| 9 de diciembre de 1982  | Alemania Occidental | Saarbrücken        | University         |
| 10 de diciembre de 1982 | Alemania Occidental | Minden             | Studio M           |
| 12 de diciembre de 1982 | Bélgica             | Bruselas           | Le Mirano          |
| 14 de diciembre de 1982 | Países Bajos        | Utrecht            | Muzicentrum        |
| 7 de febrero de 1983    | Alemania Occidental | Fráncfort del Meno | Messehalle         |
| 24 de marzo de 1983     | Estados Unidos      | Nueva York         | The Ritz           |
| 25 de marzo de 1983     | Canadá              | Toronto            | Music Hall         |
| 26 de marzo de 1983     | Estados Unidos      | Chicago            | Aragon Ballroom    |
| 28 de marzo de 1983     | Canadá              | Vancouver          | Commodore Ballroom |
| 29 de marzo de 1983     | Estados Unidos      | San Francisco      | Kabuki Theatre     |
| 30 de marzo de 1983     | Estados Unidos      | Los Ángeles        | Beverly Theatre    |
| 2 de abril de 1983      | Japón               | Tokio              | Pithecantropus     |
| 3 de abril de 1983      | Japón               | Tokio              | New Latin Quarter  |
| 6 de abril de 1983      | Hong Kong           | Hong Kong          | A.C. Hall          |
| 9 de abril de 1983      | Tailandia           | Bangkok            | Napalai Hall       |
| 10 de abril de 1983     | Tailandia           | Bangkok            | Napalai Hall       |
| 28 de mayo de 1983      | Alemania Occidental | Schuttorf          | Euro Festival      |

### Conciertos cancelados
El concierto previsto en Darmstadt fue suspendido por las reducidas dimensiones del recinto
| Fecha                  | País     | Ciudad    |
| 8 de diciembre de 1982 | Alemania | Darmstadt |